# Reeves
|  | Per a altres significats, vegeu «John Sims Reeves». |

Reeves és una població dels Estats Units a l'estat de Louisiana. Segons el cens del 2000 tenia 209 habitants.

## Demografia
Segons el cens del 2000, Reeves tenia 209 habitants, 82 habitatges, i 57 famílies. La densitat de població era de 33,6 habitants/km².
Dels 82 habitatges en un 40,2% hi vivien nens de menys de 18 anys, en un 46,3% hi vivien parelles casades, en un 17,1% dones solteres, i en un 29,3% no eren unitats familiars. En el 28% dels habitatges hi vivien persones soles el 12,2% de les quals corresponia a persones de 65 anys o més que vivien soles. El nombre mitjà de persones vivint en cada habitatge era de 2,55 i el nombre mitjà de persones que vivien en cada família era de 3,03.
Per edats la població es repartia de la següent manera: un 30,6% tenia menys de 18 anys, un 7,7% entre 18 i 24, un 29,2% entre 25 i 44, un 21,1% de 45 a 60 i un 11,5% 65 anys o més.
L'edat mediana era de 35 anys. Per cada 100 dones de 18 o més anys hi havia 90,8 homes.
La renda mediana per habitatge era de 19.375 $ i la renda mediana per família de 20.000$. Els homes tenien una renda mediana de 26.667 $ mentre que les dones 13.750 $. La renda per capita de la població era de 9.101 $. Entorn del 26,1% de les famílies i el 30,3% de la població estaven per davall del llindar de pobresa.

## Poblacions properes
El següent diagrama mostra les poblacions més properes.